# Tudo que É Bonito de Viver
Tudo que É Bonito de Viver é um álbum de estúdio do cantor brasileiro Jorge Camargo, lançado em abril de 2011 de forma independente.
O disco, que é um dos mais autorais de Jorge, foi produzido pelo próprio cantor em parceria com Mauricio Caruso e conta com as participações de João Alexandre, Gladir Cabral e Gerson Borges.
O material promocional do disco, que envolveu vários videoclipes liberados no canal do cantor, foi gravado ao vivo em estúdio em maio de 2011.

## Lançamento e recepção
| Críticas profissionais | Críticas profissionais |
| Avaliações da crítica  | Avaliações da crítica  |
| Fonte                  | Avaliação              |
| ---------------------- | ---------------------- |
| Super Gospel           | [ 4 ]                  |

Tudo que É Bonito de Viver foi liberado em 22 de abril de 2011 de forma independente e recebeu uma avaliação do portal Super Gospel. Segundo a crítica especializada, o projeto "explora o coração de Jorge Camargo e sua relação com a arte".
Em 2019, com cotação de 4,5 estrelas de 5, foi eleito pelo Super Gospel o 4º melhor álbum da década de 2010.

## Faixas
1. "Imensidão"
2. "A Felicidade"
3. "Confissão"
4. "Beija-Flor"
5. "Ana Bia"
6. "Valsa Alegre"
7. "Veja Vê"
8. "Amor Verdadeiro"
9. "O Sol Esqueceu"
10. "O Amor é Assim Mesmo"
11. "Embelezar"